# Libnotes parvistigma
Libnotes parvistigma är en tvåvingeart som beskrevs av Alexander 1920. Libnotes parvistigma ingår i släktet Libnotes och familjen småharkrankar. Inga underarter finns listade i Catalogue of Life.